# Petra Cetkovská
Petra Cetkovská (ur. 8 lutego 1985 w Prościejowie) – czeska tenisistka.

## Kariera tenisowa
Jest tenisistką praworęczną z oburęcznym bekhendem. Wygrała juniorski Australian Open i French Open w grze podwójnej w roku 2001.
W maju 2007 roku odniosła pierwsze w karierze zwycięstwo zawodowe, triumfując u boku rodaczki Andrei Hlaváčkovej w turnieju ECM Prague Open w Pradze.
W Wielkim Szlemie zadebiutowała podczas US Open 2007 (odpadła w 2. rundzie). Dochodząc do czwartej rundy French Open w 2008 pokonała m.in. Alonę Bondarenko. W 1/8 finału przegrała z Aną Ivanović 0:6, 0:6.

## Finały turniejów WTA
| Legenda                     | Legenda |
| --------------------------- | ------- |
| Wielki Szlem                |         |
| Igrzyska olimpijskie        |         |
| WTA Tour Championships      |         |
| 1988 – 2008                 |         |
| Kategoria I                 |         |
| Kategoria II                |         |
| Kategoria III               |         |
| Kategoria IV                |         |
| Kategoria V                 |         |
| 2009 – 2020                 |         |
| WTA Premier Mandatory       |         |
| WTA Premier 5               |         |
| WTA Premier                 |         |
| WTA International Series    |         |
| WTA 125K series (2012–2020) |         |

### Gra pojedyncza
| Końcowy wynik | Nr | Data             | Turniej   | Nawierzchnia | Przeciwniczka      | Wynik finału |
| ------------- | -- | ---------------- | --------- | ------------ | ------------------ | ------------ |
| Finalistka    | 1. | 27 sierpnia 2011 | New Haven | Twarda       | Caroline Wozniacki | 4:6, 1:6     |

### Gra podwójna
| Końcowy wynik | Nr | Data             | Turniej   | Nawierzchnia | Partnerka         | Przeciwniczki                                      | Wynik finału      |
| ------------- | -- | ---------------- | --------- | ------------ | ----------------- | -------------------------------------------------- | ----------------- |
| Zwyciężczyni  | 1. | 13 maja 2007     | Praga     | Ceglana      | Andrea Hlaváčková | Ji Chunmei Sun Shengnan                            | 7:6(7), 6:2       |
| Finalistka    | 1. | 2 marca 2008     | Acapulco  | Ceglana      | Iveta Benešová    | Nuria Llagostera Vives María José Martínez Sánchez | 2:6, 4:6          |
| Finalistka    | 2. | 3 sierpnia 2008  | Sztokholm | Twarda       | Andrea Hlaváčková | Iveta Benešová Barbora Záhlavová-Strýcová          | 5:7, 4:6          |
| Zwyciężczyni  | 2. | 29 kwietnia 2012 | Fez       | Ceglana      | Aleksandra Panowa | Irina-Camelia Begu Alexandra Cadanțu               | 3:6, 7:6(5), 11-9 |
| Finalistka    | 3. | 1 marca 2014     | Acapulco  | Twarda       | Iveta Melzer      | Kristina Mladenovic Galina Woskobojewa             | 3:6, 6:2, 5-10    |

## Finały juniorskich turniejów wielkoszlemowych

### Gra podwójna (3)
| Końcowy wynik | Rok  | Turniej         | Nawierzchnia | Partnerka             | Przeciwniczki                        | Wynik finału     |
| Zwyciężczyni  | 2001 | Australian Open | Twarda       | B. Záhlavová-Strýcová | Anna Bastrikowa Swietłana Kuzniecowa | 7:6(3), 1:6, 6:4 |
| Zwyciężczyni  | 2001 | French Open     | Ceglana      | Renata Voráčová       | Neyssa Étienne Annette Kolb          | 6:3, 3:6, 6:3    |
| Finalistka    | 2003 | Australian Open | Twarda       | B. Záhlavová-Strýcová | Casey Dellacqua Adriana Szili        | 3:6, 4:4 krecz   |